# آندریا
آنديا یا آندریا یکی از سه معشوقهٔ اردشیر یکم از بابل بود. او مادر شاهدخت پروشات و شاهزاده بغه‌پائوس بود. دختر او پروشات در سال ۴۲۴ پیش از میلاد یکی از حامیان شورش داریوش دوم علیه حکومت سغدیانه بود. او در زمان سلطنت داریوش دوم زنده بود اما از زمان و نحوه مرگش اطلاعاتی در دسترس نیست.